# Modra šoja
Modra šoja (znanstveno ime Cyanocitta cristata) je ptica pevka in pripadnica družine vranov. Prebiva na območju Severne Amerike.

## Telesne značilnosti
Modra šoja meri v dolžino od kljuna do repa 22–30 cm in tehta okoli 70–100 g, z razponom peruti od 34–43 cm. Na glavi je prisoten čop, katerega položaj je odvisen od razpoloženja ptice. Perje na čopu, hrbtni strani telesa, krilih in repu je sivkasto modre do srednje modre barve, na obrazu in trebušni strani telesa pa bele barve. Na krilih in repu so prisotni nebesno modri, beli in črni pasovi. Vrat je obrobljen s črnim obročem, ki se razteza na stranska dela glave. Kljun, noge in oči so črne barve. Samci in samice so skorajda enaki, razen tega, da so samci rahlo večji od samic.
Kot pri vseh modro obarvanih pticah tudi pri modri šoji ne daje modre barve pigment v perju, pač pa je ta posledica interference svetlobe zaradi notranje strukture perja, kar imenujemo tudi strukturno obarvanje. Če je modro pero polomljeno, modra barva izgine.

## Podvrste
V splošnem so sprejete štiri podvrste modrih šoj, in sicer:
| Slika | Podvrsta                                        | Domače ime           | Opis                                                                                           | Območje razširjenosti |
| ----- | ----------------------------------------------- | -------------------- | ---------------------------------------------------------------------------------------------- | --- |
|       | Cyanocitta cristata bromia Oberholser, HC 1921  | Severna modra šoja   | Je največja med podvrstami, perje je svetlo modro.                                             | Kanada, sever ZDA. |
|       | Cyanocitta cristata cristata                    | Obalna modra šoja    | Je srednje velikosti, perje je obarvano intenzivno modro.                                      | Obalni predel ZDA od Severne Karoline do Teksasa, razen južne Floride.                                                                           |
|       | Cyanocitta cristata cyanotephra Sutton, GM 1935 | Notranja modra šoja  | Je srednje velikosti, na hrbtni strani je perje temno modro, na trebušni strani pa čisto belo. | Celinski predel ZDA od JV Wyominga in Nebraske do zahodnega Kansasa, Oklahomein severnega Teksasa, kjer se proti severu prekriva z C. c. bromia. |
|       | Cyanocitta cristata semplei Todd, 1928          | Floridska modra šoja | Je najmanjša med podvrstami, po barvi je podobna C. c. bromia.                                 | Južna Florida. |

## Življenjski prostor in navade
Življenjski prostor modre šoje se razteza od južne Kanade, prek vzhodnega in osrednjega področja ZDA do juga Floride in severovzhoda Teksasa. Podvrsta modre šoje C.c. bromia je ptica selivka, ki migrira v južne predele ponoči v skupini od 5-250 ptic. Prebiva v različnih prostorih, kot so borovi gozdovi v Floridi in smrekino-jelkini gozdovi na severu Ontaria. Najrajši prebiva v mešanih gozdovih s hrasti in bukvami, manj pa je prisotna v gostih gozdovih.  Zlahka se lahko prilagodi na spremembe okolja zaradi človeške dejavnosti, saj poseljuje med drugim tudi parke in naseljena območja.
Modra šoja leti relativno počasi, tj. 32–40 km/h, če ni izzvana, zaradi česar je lahek plen za sove in sokole na odprtih območjih. V svojem teritoriju se proti plenilcem (kot so sokoli) ter celo proti človeku obnaša agresivno, še posebno v bližini gnezd. Poleg tega se v danem primeru kričeče oglašajo, kar prepoznaju tudi druge manjše ptice in se tako skrijejo na varno. V primeru vznemirjenosti ali agresivnega obnašanja je čop na glavi popolnoma dvignjen, v primeru prestrašenosti je čop obrnjen navzven in v primeru počivanja ali hranjenja v družbi drugih šoj je čop sploščen.

### Prehrana
Modra šoja si hrano išče tako na tleh kot tudi v drevesih in vključuje vse znane tipe rastlinskih in živalskih virov, kot so želodi, žiri, semena trav, žito, manjše sadje (npr. jagode), arašidi, kruh, manjši nevretenčarji (še posebej 	
hrošči, kobilice in gosenice) zelo redko pa se poslužuje jajc drugih ptic.
Za strtje in prehranjevanje s semeni, želodi, lešniki idr. imajo razvite močne kljune.

### Inteligentnost
Modre šoje sodijo med bolj inteligentne ptice. Pogosto opazujejo človeka, ki odvrže hrano na tla ali seje žitarice in počakajo, da oddide, nato pa hitro vzamejo ali izkopljejo želen kos hrane. Zaradi plenjenja drugih gnezd imajo slab ugled med ljudmi, vendar je v resnici pojav zelo redek, kar je v nasprotju s splošnim mnenjem.
Mladi osebki se radi igrajo s predmeti, ki so svetlo obarvani ali odbijajo svetlobo, kot so zamaški steklenic ali kosi alufolije, in jih prenašajo naokoli, dokler se ne naveličajo. Pri nekaterih osebkih v ujetništvu je bilo opaženo, da uporabljajo kose časopisnega papirja kot orodje za pridobivanje hrane.

## Razmnoževanje
Paritvena sezona se začne v sredi marca in doseže vrh v sredini aprila do maja, konča pa se v juliju. Pri izbiri gnezdenja ni izbirčna: vsako drevo ali večji grm je primeren, čeprav raje gnezdijo na zimzelenih drevesih. V naseljenih območjih v primeru pomanjkanja ugodnih gnezditvenih mest gnezdijo tudi v večjih poštnih nabiralnikih ali pa se poslužujejo zapuščenih gnezd drugih ptic. Gnezdo kockaste oblike je postavljeno na višini od 3-10 m in je sestavljeno iz vejic, majhnih korenin, lubja, maha in drugega rastlinskega materiala ter iz blaga, papirja in perja, občasno tudi iz blata.
Modre šoje navadno sklenejo posamično zvezo skozi vso življenje (monogamija). Oba partnerja zgradita gnezdo in skrbita mladiče, vendar le samica vali jajca, medtem ko jih hrani samec. Samica običajno izvali 4–5 jajc, valjenje pa poteko 16-18 dni. Mladiči poletijo navadno med 17-21 po izvalitvi. Po tem družina skupno potuje in se hrani do zgodnje jeseni, ko se mladi osebki razkropijo, da bi se izognili tekmovanju za hrano med zimo.

## Modra šoja v kulturi
Modra šoja je upodobljena na grbu Otoka princa Edvarda v Kanadi. Eden izmed večjih bejzbolskih klubov v Torontu je imenovan Toronto Blue Jays.